# Sciara patricii
Sciara patricii är en tvåvingeart som beskrevs av Seguy 1960. Sciara patricii ingår i släktet Sciara och familjen sorgmyggor. Inga underarter finns listade i Catalogue of Life.